# Prunus ursina
Prunus ursina — вид сливи, що росте в лісах Західної Азії від Туреччини до Сирії, Ізраїлю та Лівану. Деякі джерела відносять цей вид до Prunus cocomilia.

## Опис
Prunus ursina — це листопадний кущ або невелике дерево, що досягає від 4 до 8 метрів у висоту; він дуже розгалужений, а гілки іноді мають колючки. Гілочки оксамитові, а листя яйцеподібне або довгасте. Prunus ursina цвіте парами білих гермафродитних квітів навесні. Його несмачні плоди діаметром 2–3 см мають кулясту форму, а при дозріванні стають жовтими або темно-помаранчевими, але можуть бути токсичними при надмірному вживанні.

## Використання
З плодів можна отримати барвник від темно-сірого до зеленого, а з листя — зелений.
Рослини виду Prunus містять амігдалін та пруназин, речовини, які розщеплюються у воді з утворенням ціаністого водню. Ціаністий водень – це безбарвна, надзвичайно отруйна хімічна речовина, яка надає мигдалю характерного смаку. Ці речовини містяться переважно в листі та насінні та можуть бути виявлені за гірким смаком. Зазвичай він присутній у занадто малій кількості, щоб завдати шкоди, але будь-яке дуже гірке насіння чи фрукт не слід вживати.
Вживання невеликої кількості ціанистого водню стимулює дихання та покращує травлення. Надмірне споживання токсину може спричинити дихальну недостатність та смерть.

## Вирощування
Prunus ursina краще плодоносить на повному сонці, але також успішно росте і в півтіні. Насіння потребує двох-трьох (2–3) місяців холодної стратифікації для проростання.